# Laguna Sepalau
A  Laguna Sepalau  é um lago localizado na Guatemala. Localiza-se no departamento de Alta Verapaz, Município de Lanquín.